# Гарольд Демурен
Доктор Гарольд Олусегун Демурен (нар. 31 травня 1945, Іджебу Оде, штат Огун, Нігерія) — інженер з аеронавігації. Був генеральним директором Нігерійського управління цивільної авіації з грудня 2005 року по березень 2013 року.

## Освіта
Гарольд Демурен відвідував гімназію Ijebu Ode з січня 1958 по грудень 1964 року, де в 1964 році отримав сертифікат Кембриджської вищої школи (HSC) та Загальний сертифікат про освіту (Advanced Level GCE). У 1965 році він здобув стипендію уряду Радянського Союзу для вивчення аеронавігаційної техніки в колишньому СРСР. Протягом року вивчав російську мову в Московському державному університеті, Москва, СРСР (1965—1966). Він перейшов до Київського інституту авіаційних інженерів, Київ у колишньому Радянському Союзі, де в 1972 році здобув ступінь магістра наук з аеронавігаційної інженерії, а потім до Массачусетського технологічного інституту (MIT), Кембридж, штат Массачусетс, США для свого доктора наук д.т.н. у літакових газотурбінних та реактивних двигунах (1975).
Його науково-дослідницька робота полягала в аеродинамічному проєктуванні, виробництві та випробуваннях високотемпературних трансконічних лопатей високих коефіцієнтів тиску для передових газових турбін та реактивних літальних двигунів для ВПС США та ВМС США в MIT. Лабораторія приведення в дію газотурбінних та реактивних літальних апаратів (1972—1974), а також спільне експериментальне дослідження з турбо-машинною групою Інституту динаміки рідин фон Кармана в Род-Сен-Женесі, Бельгія, Науково-дослідним інститутом НАТО (1974—1975).

## Професійна кар'єра

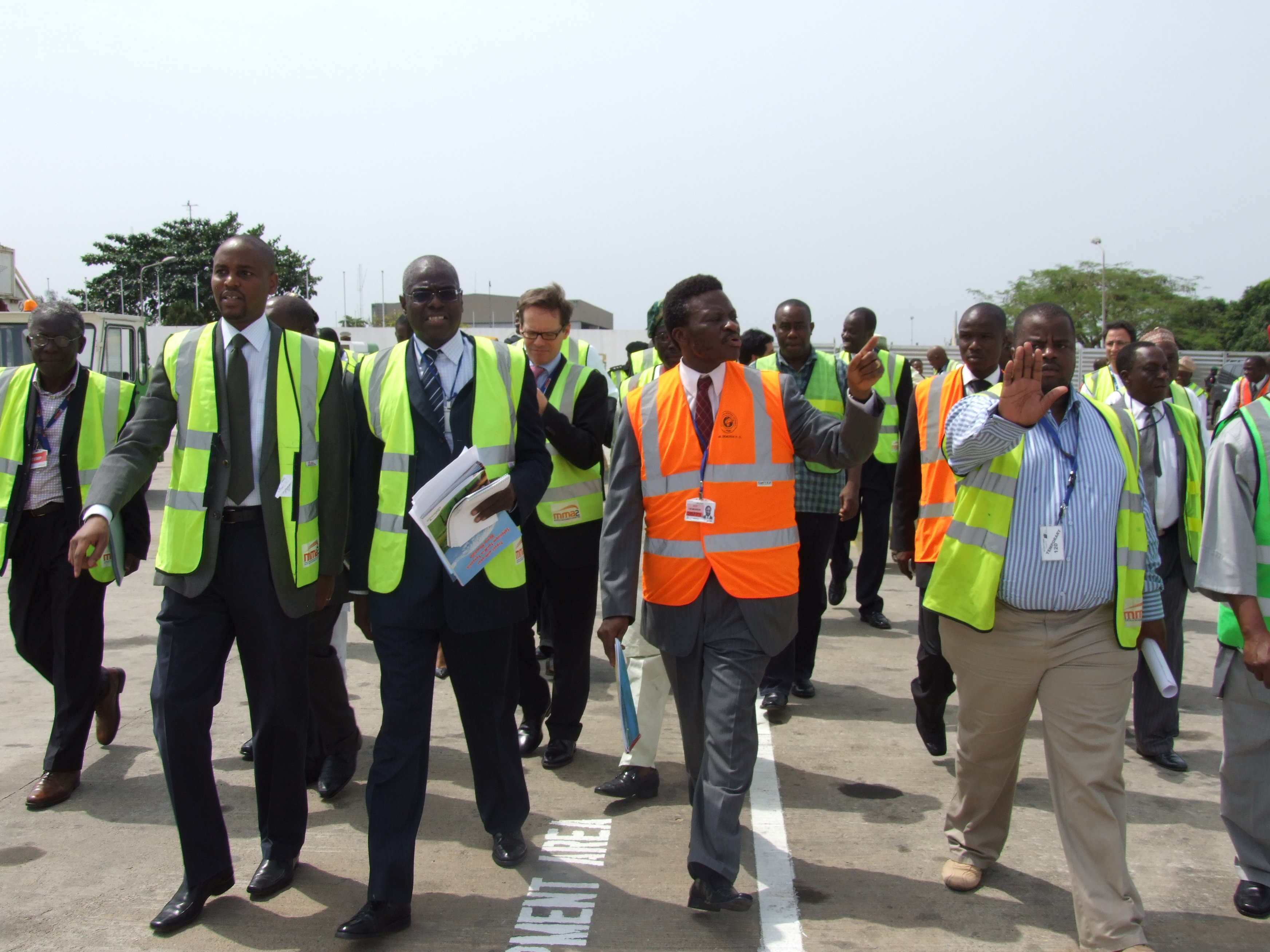
Д-р Демурен (середній), провідний колектив NCAA, який проводив плановий огляд безпеки на рейді в аеропорту Нігерії.

Він був призваний із США для приєднання до Федерального міністерства авіації, Нігерії в 1976 році на посаді старшого інспектора льотної придатності, і став черговим помічником директора з питань льотної придатності в червні 1989 року. Після створення неіснуючого Федерального управління цивільної авіації у 1990 році він був призначений заступником директора з повітряного транспорту, економічних регламентів та ліцензування. Він піднявся на посаду директора Служб безпеки в 1991 році. У серпні 1995 року він був «змушений» піти на пенсію через його суворе дотримання безпеки після проведення урядом «реструктуризації».
Після виходу на пенсію працював консультантом з авіації, а згодом у 1998 році створив авіакомпанію Afrijet Airlines. До 2005 року авіакомпанія Afrijet стала однією з найбільших вантажних авіакомпаній в країні, яка обслуговувала різні вантажні напрямки на континенті. Авіакомпанія також мала стратегічні альянси з закордонними партнерами, включаючи MK Airlines UK та Panalpina World Transport (Nigeria) Limited, які розширили операції з перевезенням вантажних літаків та вантажними послугами з Європи (Люксембург, Лондон, Остенде, Мюнхен тощо) до Нігерії (Лагос, Кано, Абуджа та Порт-Харкорт) та до інших великих африканських міст, включаючи Найробі, Кіншасу, Аккра, Йоханнесбург, Малабо тощо. Окрім експлуатації вантажоперевезень з Нігерії, авіакомпанія також здійснювала пасажирські рейси в Демократичну Республіку Конго, Екваторіальну Гвінею та Габон.
Він був виконавчим директором авіакомпаній Afrijet Airlines, поки не був призначений генеральним директором Нігерійського управління цивільної авіації наприкінці грудня 2005 року. Пізніше його призначення було підтверджено Сенатом Федеральної Республіки Нігерія у лютому 2007 року відповідно до Закону про цивільну авіацію 2006 року, який передбачає термін перебування на посаді Генерального директора NCAA на 5 років.

## Генеральний директор Управління цивільної авіації Нігерії
Наприкінці 2005 року в авіаційній галузі була втрата довіри до авіаперельотів та апатії, оскільки дві фатальні повітряні катастрофи протягом 7 тижнів залишили траур нації. Двома інцидентами були рейс 210 авіакомпанії Bellview Airlines, у якому загинули всі 117 людей на борту, 22 жовтня, та рейс 1145 авіакомпанії Sosoliso Airlines, у якому загинуло 105 зі 108 пасажирів, у тому числі 61 студент коледжу єзуїтів Лойоли 10 грудня 2005 року.

23 серпня 2010 року в Нігерії доктор Демурен (ліворуч) отримав сертифікат FAA категорії США від колишнього посла США в Нігерії Робіна Сандерса (справа)

Після цих трагічних подій Федеральний уряд прагнув доктора Демурена очолити Управління цивільної авіації Нігерії на посаді генерального директора наприкінці грудня 2005 року для оновлення, перестановки та відновлення довіри до внутрішніх авіаперельотів. Після свого призначення Демурен негайно взяв на себе завдання реформувати авіаційну галузь Нігерії та відновити втрачену довіру до промисловості, розробивши стратегічний коротко-, середньо- та довгостроковий план, закріплений за безпекою та задоволенням (споживача) у такому пріоритетному порядку. Д-р Демурен представив програму з реформування безпеки, в якому відсторонено професіоналізм, доброчесність та прозорість ведення авіаційного бізнесу.

### Бомбардувальник в Різдво
У грудні 2009 року Демурен вперше надав важливу інформацію громадськості про факти, що призводять до невдалої спроби Умара Фарука Абдула Муталлаба як «бомбардувальника в Різдво». Вона включала те, як Фарук придбав свій квиток в Аккра, Гана авіакомпанії KLM Airlines, 24 грудня пройшов звичайний процес перевірки та реєстрації, а також сканував свою візу в США за допомогою системи попередньої пасажирської інформації, яка видала «без заперечень». Демурен також захищав систему безпеки аеропорту Нігерії, оперативно надаючи інформацію та кадри, демонструючи заздалегідь безпечні та технологічні рішення, розміщені в Нігерії. Світова спільнота була здивована ступенем деталізації та глибини інформації, яку надає так звана країна третього світу, на відміну від її репутації хаосу та посередності. Шипхол, аеропорт Амстердама, транзитний порт Фарука, не зміг виявити жодних порушень під час процесу перевірки безпеки. Після цього інциденту та з метою підвищення безпеки та безпеки, Міжнародний аеропорт Муртала Мухаммеда, Лагос, став одним із перших у всьому світі, який розгорнув повноцінні сканери та системи виявлення вибухових речовин.

### Сертифікація категорії FAA США
23 серпня 2010 року під керівництвом доктора Демурена та Нігерійського управління цивільної авіації Нігерія отримала сертифікацію Міжнародної оцінки авіаційної безпеки (FAA IASA) Американської федеральної авіаційної адміністрації. Це дозволяє прямі рейси з Нігерії до Континентальних Сполучених Штатів (США). До його призначення в 2005 році прямих рейсів між Нігерією та США не було. Є в даний час кілька прямих рейсів між Нігерією і США напрямками, включаючи Атланті, Нью — Йорк і Вашингтон, округ Колумбію, з послугами в Х'юстон, щоб почати в листопаді 2011 року

### Президент Генеральної Асамблеї ІКАО
28 вересня 2010 року Демурен був обраний президентом 37-ї Генеральної Асамблеї Міжнародної організації цивільної авіації (ICAO), що відбулася в Монреалі, Канада, з 28 вересня по 8 жовтня 2010 року. Призначення було одноголосно схвалено усіма делегатами 190 держав-учасниць ІСАО. Його поява ввійшла в історію, коли африканський президент був обраний головою Генеральної Асамблеї ІСАО, глобального авіаційного агентства ООН. Асамблея прийняла важливу політику щодо глобальної авіаційної безпеки, авіаційної безпеки та довкілля для промисловості. Саме на цій помітній асамблеї було досягнуто історичної угоди про зміну клімату.

### Авіакатастрофа Дани
Після 6 років без аварій, 3 червня 2012 року, рейс Dana Air 992 зазнав аварії в мікрорайоні Іджу-Іджеша в Лагосі, внаслідок чого на борту загинули 153 людини. Бюро розслідування нещасних випадків Нігерії за підтримки Національної ради з безпеки на транспорті США одразу розпочало розслідування авіаційної катастрофи. Реєстратор даних польотів був відправлений на аналіз до США разом із групою слідчих з Бюро розслідування нещасних випадків Нігерії. Федеральним урядом було створено спільний комітет, що складався з членів Сенату та Палати асамблей Нігерії для розслідування аварії. Поки тривало слідство було декілька суперечливих повідомлень, які виходили з тверджень, що звинувачували вік та технічне обслуговування літака у неналежних умовах та забрудненні використовуваного палива. 11 лютого 2013 року журнал Wall Street Journal опублікував звіт, в якому показав, що Національна рада з безпеки на транспорті США класифікувала причину як людська помилка.

### Кінець епохи
11 березня 2013 року федеральний уряд вирішив вжити заходів щодо політично вмотивованих рішення, яке рекомендувало у зв'язку з віком літальних апаратів та відсутністю технічного обслуговування, що спричинило аварію, розпустити Генеральну дирекцію Національної ради з безпеки на транспорті США. У заяві зазначається, про"незадовільну реакцію зацікавлених сторін". Після оголошення рішення різні зацікавлені сторони у авіаційній галузі висловили свої скарги на те, чому національний герой, який зберігав повітряний простір понад 7 років і допомагав Нігерії досягти категорії 1 серед інших досягнень, був несправедливо обвинувачений.

## Помітні досягнення

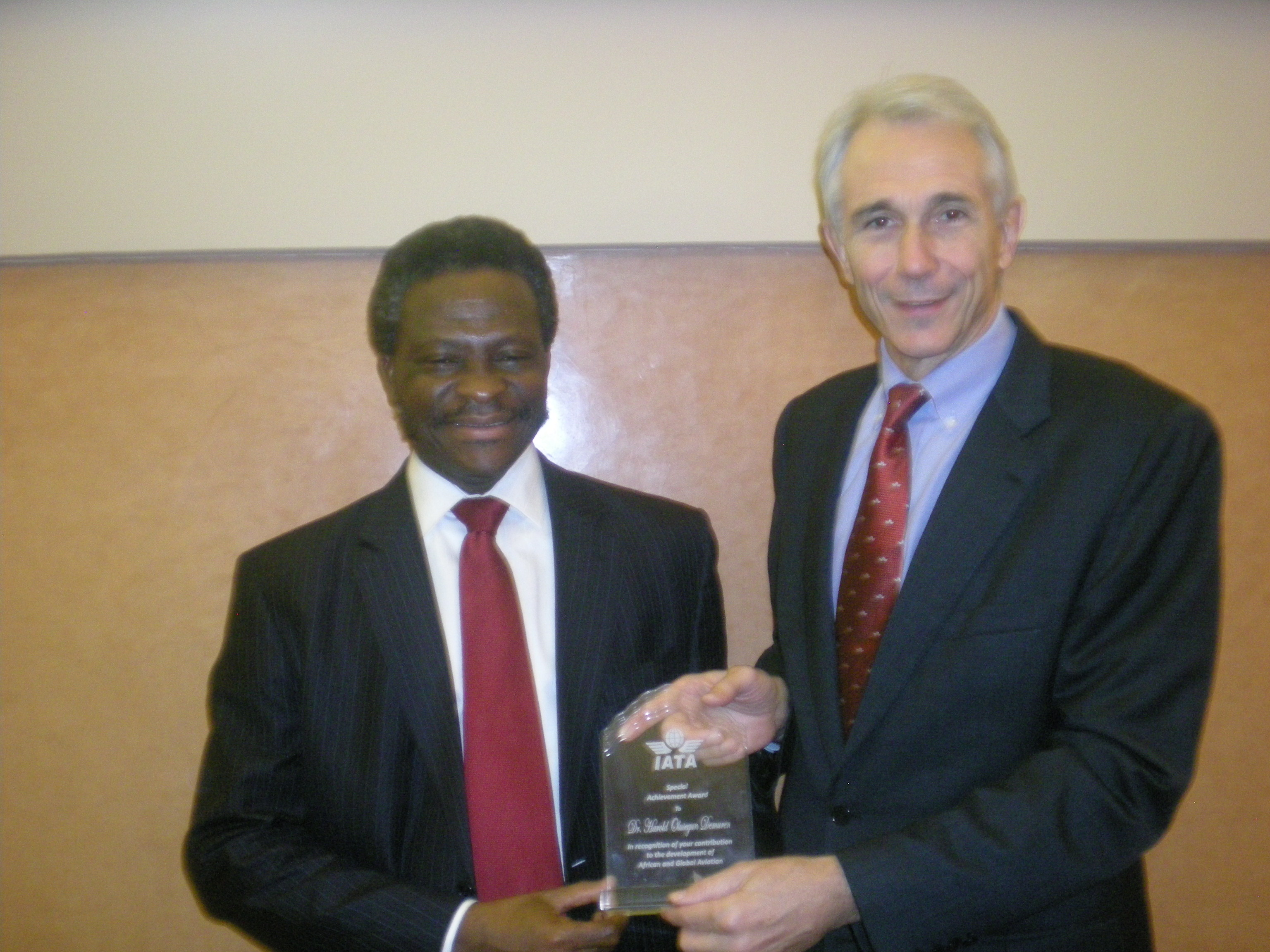
Д-р Демурен (ліворуч) отримав премію Африканської авіації IATA 2011 «Особистість року» від президента IATA Тоні Тайлера в Марокко в листопаді 2011 року.

- 2014 FSF — нагорода за значне досягнення в галузі безпеки авіації Boeing — листопад 2014 р.[16]
- Нагорода за життєві досягнення Африканської авіації 2014 року за видатні послуги розвитку африканської авіації — червень 2014 року[17]
- Африканська авіація 2011 IATA «Особистість року» — листопад 2011 р.[18]
- Фонд безпеки польотів 2010 р. «Премія за безпеку повітряної безпеки» Laura Taber Barbour "- листопад 2010 р.[19]
- Перший африканець, що став президентом Генеральної асамблеї ІКАО — вересень 2010 року[10]
- Отримано сертифікат FAA США категорії 1 для Нігерії (шоста африканська країна) — серпень 2010 р.[8]
- Вів Нігерію для успішного завершення загального аудиту безпеки ІКАО — 2006, 2008 та 2010[3]
- Вів Нігерію до успішного завершення аудиту авіаційної безпеки Міжнародного аеропорту Муртала Мухаммеда та міжнародного аеропорту Nnamdi Azikiwe Міжнародним управлінням безпеки транспорту США — 2006, 2007, 2008, 2009, 2010
- Член Королівського аеронавігаційного товариства — 2008[20]
- Співробітник Нігерійської академії інженерії — 2008[21]
- Співробітник дипломованих інженерів (Велика Британія)
- Цього дня нагороди «Регулятор року» — 2008[22]

Д-р Демурен (ліворуч) з помічником адміністратора TSA Джоном Галінським (справа) після підписання Пакту безпеки США / Нігерії в штаб-квартирі TSA в Арлінгтоні, штат Вірджинія, у червні 2011 року

- Запущено режим електронного квитка / План рахунків та розрахунків (ISP) IATA, який здійснив революцію в галузі авіаперевезень в Нігерії — 2008 рік[21]
- Прагнув до швидкого прийняття законопроєкту про автономію Нігерії про цивільну авіацію у 2006 році[3]
- Впровадження Конвенції Кейптаун про заміну старих літаків у в Нігерії — 2006 р.[23]
- Відновлено довіру до нігерійської громадськості та міжнародної спільноти після трагічних повітряних катастроф 2005 року
- Введено нові Правила безпеки цивільної авіації, які забезпечили нагляд за безпекою всіх авіаційних заходів у Нігерії відповідно до стандартів ІКАО та рекомендованої практики (SARP).
- Покладено в основу національної політики цивільної авіації Нігерії
- Найдовший генеральний директор Управління цивільної авіації Нігерії — грудень 2005 по березень 2013 року[1][2]
- 1-й і єдиний африканський член у Раді керуючих Фондом безпеки польотів — 2003 до теперішнього часу[24]
- Президент, Фонду безпеки польотів [Західна Африка — 2003 р. По теперішній час
- Співзасновник авіакомпанії Afrijet Airlines (1998)

## Сім'я
Демурен одружений з Осаретін Афусат Демурен з 1973 року. Вони вперше познайомилися як студенти в колишньому Радянському Союзі в 1969 році. Вони одружилися в Москві, а згодом одружилися в Кембриджі, штат Массачусетс, у 1973 році. Місіс Демурен, також сама професійна рекордсменка, в 1999 році стала першою жінкою-директором Центрального банку Нігерії і звільнилася з Apex Bank після 33 років служби в 2009 році. В даний час вона є головою Ради директорів Гарантійного трест-банку однієї з провідних фінансових установ Африки. У них є кілька дітей та онуків. Він є батьком Сегуна Демурена (засновника відомого нігерійського звукозапису Empire Mates Entertainment), Кунмі Демурена (співзасновник і керуючий партнер Venture Garden Group, GreenHouse Capital та Vibranium Valley) та капітана Тунде Демурена (відомого пілота в Нігерії)).